# Dubbele bodem (schip)

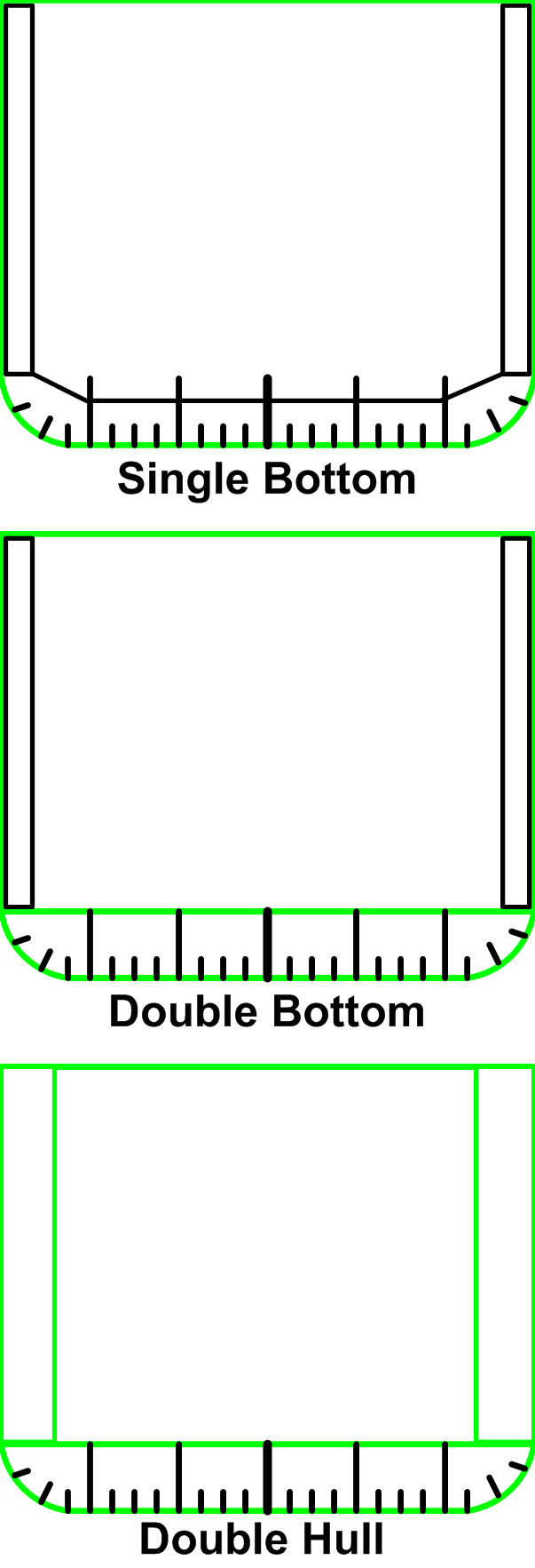
enkele romp, dubbele bodem, en dubbele romp. Groene lijnen zijn waterdicht, zwarte lijnen is niet waterdicht.

Een dubbele bodem is een scheepsontwerp waarbij de bodem van een schip bestaat uit twee volledige en waterdichte lagen bekleding. Het bestaat uit een buitenste laag, die deel uitmaakt van de normale rompstructuur van het schip en een tweede, binnenste laag, die vaak iets hoger geplaatst is die een extra barrière vormt tegen zeewater in het geval dat de buitenste laag beschadigd is en lekt. 
De ruimte tussen de twee lagen wordt vaak gebruikt voor de opslag van ballastwater en brandstof. De opslag van brandstof in de dubbele bodem is niet meer toegestaan sinds 2007 voor nieuw gebouwde schepen door MARPOL 73/78.
Dubbele bodems zijn geacht om veiliger te zijn dan enkelebodem-schepen. Daarom zijn deze al jaren verplicht op passagiersschepen door de SOLAS-conventie. 
Een betere, uitgebreidere bescherming is mogelijk als dubbele rompstructuur. Hierbij heeft men een dubbele structuur, zowel in de bodem als in de zijkanten van het schip.